# Reiichi Mikata
Reiichi Mikata (* 14. Januar 1967 in Ashiro, Präfektur Iwate) ist ein ehemaliger japanischer Nordischer Kombinierer. Er nahm 1992 für Japan an den Olympischen Winterspielen teil.

## Karriere
Mikata nahm an den Nordischen Skiweltmeisterschaften 1991 für Japan teil und startete im Mannschaftswettbewerb. Gemeinsam mit Masashi Abe und Kazuoko Kodama sicherte er sich hinter Österreich und Frankreich die Bronzemedaille.
Am 14. Dezember 1991 debütierte Mikata im Weltcup der Nordischen Kombination beim Weltcup in Štrbské Pleso. Bei seinem ersten Einsatz belegte er den sechsten Platz, der sein bestes Ergebnis im Weltcup ist. Er qualifizierte sich für die Olympischen Winterspiele 1992 in Albertville und wurde vom Nippon Olympic Iinkai für die Spiele nominiert. Nachdem er im Einzel nur den 34. Platz belegte, wurde er gemeinsam mit Takanori Kōno und Kenji Ogiwara Olympiasieger im Mannschaftswettbewerb vor Norwegen und Österreich. Am Ende der Saison belegte er den 14. Platz mit insgesamt 21 Punkten gemeinsam mit den Schweizer Hippolyt Kempf.